# 此花系列
此花為SUCCESS公司發售的冒險遊戲系列。
1代出在PS和DC上、2代出在PS2和DC上、3代以後出在PS2上。另外作為外傳的2部作品則有攜帶アプリ製作。
製作、企画則由赤堀悟率領的SATZ公司負責。角色設定則有Moo擔任。

## 登場人物

### 主要人物
桃井惠（声 - 石田彰）
本作主角。高中2年級。家裡有雙親和一個哥哥。曾在都内有名的高中待過且擁有優秀的成績、但被人陷害而陷入作弊疑雲。讓他獨自提出退学書並且因此激怒父親、讓父親說「無論那裡都好都要給我從高中畢業」而透過在文部省工作的父親介紹讓他轉學到此花学園裡。原本他想要在這裡平靜地渡過高中生活、但早早就被美亞子抓到弱點、而使他被強迫加入尚未被學校認可的新聞部裡、自己的房間還被當作新聞部的教室來使用。
性格優柔寡斷、常常為了控制美亞子和忍的激烈行為而在兩人間來回奔忙著。另外這三人的互相追趕也成為校園名景。還有轉頭的速度異常的快、也會對事件的被害者表現出其同情心。
橘美亞子（声 - 川澄綾子）
高中2年級年。由於老家在京都而住在學校宿舍裡。為了成為世界有名的記者、而以設立新聞部為目標的少女。好奇心和行動力都相當強、老是纏著惠和她一起行動。另外也會有直話直說和表現其同情心的一面。
雖然被尚人單戀但卻一直拒絕他、會有以數分鐘為單位而不接他的信和電話。當他太過纏人時，還會把手機踢走而不理他。
《1》中喜歡的東西是大蒜和芥末口味的洋芋片、《2》以後變成泡菜口味。總是拿著很多包、還把新聞部部室（惠的房間）變成放洋芋片的倉庫。父親則是文部大臣。
櫻田忍（声 - 淺野琉璃）
2中登場的少女。高中2級年。和惠在原高中是常常在搶一二名的好對手、但在惠轉學後、自己也跟著轉到此花学園。之後設立「推理同好會」來向惠和美亞子提出挑戰。
頭腦清晰且常常表現得相當冷酷、態度也很粗魯、是個容易樹敵的人。因此老是和美亞子吵架、而讓惠一直當她們的和事佬。
小早川亘（声 - 濱田賢二）
從三代登場的少年，高中2年級。擔任此花学園的姐妹校彼花学園的學生會長。和惠他們在水島遊樂園中相遇、之後就和他們一起行動。有著讓人捉摸不定的個性、也有高度的駭客技術。雖然沒看過惠，但在以前就知道他的名字。
椎名真由美（声 - 榊原由依）
此花学園的化学老師。不管校內男學生或老師都為她著迷、身體曲線也相當完美。由於是化学老師而經常穿著白袍、不過卻穿著很性感。是新聞部少數的理解者還會對他們作出一些請求並且也將電腦借給他們。
大見優子（声 - 土屋 美惠子 (1)→榊原由依(2-)）
高中2年級。美亞子的朋友，但對於老是被糾纏的惠相當同情的少女。屬於管樂部。到3代時都是個普通的高中、4中則變成陰陽道迷、反而讓惠變得更加忙碌。
萩原尚人（声 - 鈴木正和）
美亞子的表哥（1中則是「義兄妹」的關係）。喜歡美亞子、讓他對美亞子的行為就像是跟蹤狂一樣。
擁有連惠他們也不懂的神秘學知識、因此在每代都擔任提供建議的角色（美亞子除外）。1中有配音演出、2僅有人影出現、3中只在一個對話中登場（但卻沒談到他）、4中成為旁線故事的主角並且和主線故事有所關連。
風間壬和子（声 - 井上富美子）
2中登場的刑警。個性認真且天真無邪。雖然是個有著知性美的美女、但不知為何喜歡尚人、所以也很尊敬他的表妹美亞子。因此只要美亞子真心拜託，她就會告知美亞子只有警方才知道的情報。

### KONOHANA:TrueReport
淺間瞳（声 - 浅野真澄）
游泳部部長、3年生。有著只要想做就對做到底的強硬性格。雖然嚴格但有同情心，而受到部員們的信賴。
藤崎雙葉（声 - 新谷沙也香）
2年生。游泳部的開心果。有著馬尾髮型和大而明亮的瞳孔、個性開朗而受人喜愛、也受到前輩們的歡迎。
岸本實穗（声 - 大塚麻惠）
3年生。是個會想到自己、討厭被人無視的性格。也有著對於想做的事情，就算對手是老師也會直接說清楚的我行我素性格。和石井伊都子是老友。
石井伊都子（声 - 櫻井紗良）
3年生。個性沉穩而受人尊敬、在學校成績也很好。對於社團的練習也是相當投入。和岸本美穂是老友。
長山晶子（声 - 永井乃愛）
2年生。個性沉著且成熟、有著不太會表達出感情的沉默性格。因此也常讓人去誤解她。

### 此花2 〜無法傳達的鎮魂曲〜
神崎央奈（声 - 小島幸子）
3年生、神秘學部部長。有著長到腰部的長髮和一張端正的臉孔。是名帶著清楚、古風、和風氣息的美女。性格相當成熟、也因為屬於神秘學部而作事相當保守、無論那裡都會讓人感覺她很可疑。對於幽靈和心靈現象、占卜及宗教相當博學。
三石信太郎（声 - 加瀨康之）
2年生、屬於科学部。身材纖細、有著和女孩子一樣細長的手指與白晢的肌膚，讓人感到相當柔弱的男學生、也是名有著中性氣息和臉孔的美少年。對於愛恨相當激烈、不喜歡吃蔬菜也不擅長激烈的運動。在休息時間總是讀著書、特別是喜好閱讀非常難讀的科學書刊
南裕一郎（声 - 鈴木正和）
3年生、屬於籃球部。因為家裡的事情、讓他在國中時休學2年、現在20歳。有著一頭亂髮且眼睛相當銳利、就像個不良學生一樣。實際上他不但吸煙、還會欺負學弟、素行不良、連老師也感到棘手。喜歡叫作米歇爾的樂團、還擁有以他們標誌所作的項鍊。
松井吾郎（声 - 濱田賢二）
3年生、屬於足球部。有著黑色的肌膚和長髪的男學生。外表看起來很輕浮，但實際上卻是文武雙全且個性認真、和朋友及老師的關係也很好。
北山雅美（声 - 雛野まよ）
3年生、屬於放送部。有著濃密的茶色長髮且長相可愛的女學生。因為屬於放送部、所以相當有精神且愛說話。國中時和南裕一郎一起欺負別人、不過現在改邪歸正而成為大家喜愛的學生。

### 此花3 〜在虛偽的暗影之下〜
雅（声 - 濱田賢二）
在網上召開聊天會的少年、也是整個聊天會的主要負責人、等同於實質上的領導。另外雅只是他的網路暱稱。
希爾巴（声 - 吉野貴宏）
雅所舉辦的聊天會成員之一。體格很好、個性稍微輕浮開朗的少年。另外希爾巴只是他的網路暱稱。
薩普（声 - 阪口周平）
雅所舉辦的聊天會成員之一。是名操關西腔的少年。把美亞子搞錯成自己喜歡的偶像。另外薩普只是他的網路暱稱。
凱（声 - 小暮英麻）
雅所舉辦的聊天會成員之一。是名沉默且害羞的少女。另外凱只是她的網路暱稱。
大和（声 - 雛野まよ）
雅所舉辦的聊天會成員之一。性格大膽且愛說話的短髮少女。另外大和只是她的網路暱稱。

### 此花4 〜驅除黑暗的祈禱〜
染井　保夫
声 -
新幹線内一個來歷不明的男子。除了在修学旅行中、神社等地方可以看到他外、有多次跟蹤著千菊。
千菊　剛
声 -
代替住院的班導、而來此花学園教書的臨時古文教師。自己一個人研究著陰陽道。
鵜飼　直子
声 -
以前和美亞子及優子同班的此花学園高中2年級生。
善財　和幸
声 -
光妙子的祕書兼保鑣。
鈴
声 -
光妙子的第四弟子、是個見習陰陽師。做事成熟、但也會有輕浮表現的眼鏡娘。和惠他們在修學旅行中相遇。
光妙子
声 -
一個被叫作光妙新会和以安倍晴明為由來的陰陽為起源的團體首領。
廣蟲
声 -
光妙子的原第一弟子。有天她在車上產生人體自燃現象。但卻找不到她的遺體而變成行蹤不明。管理五行的金。
諸姐
声 -
講話悠閒、性格大剌剌的光妙子第一弟子。管理五行的木。
紀伊
声 -
讓人感到好相處且個性坦率開朗的光妙子第二弟子。管理五行的水。
百能
声 -
眼睛細長且個性很神經質的光妙子第三弟子。管理五行的火。

## 各系列作的故事大綱

### KONOHANA:TrueReport
在春假結束後搬到此花学園宿舍的轉學生、桃井惠。原本想要在這裡渡過安穩的高中生活、不過這個希望很快就被打破。由於偶然間看到橘美亞子在換衣服而被她抓到弱點。而在開學儀式前在校庭中發生教師被殺害的事件，於是讓美亞子為了讓學校答應讓她創設新聞部而想要自己解決這件殺人事件。而惠也因為被抓到弱點而讓他被迫和美亞子一同調查。而以此花学園間流傳的「死神傳說」為準所生的數個連續殺人事件的真實、然後惠被告知的另一個真相究竟是……?

### 此花 if
系列作主角、桃井惠轉到此花学園前的故事。這次主角由於在学園中進行教育實習的学園OB的原游泳部部長。人氣女演員弄丟了她的耳環而被校長拜託去尋找它。這時能選擇以美亞子為首到在前作登場的游泳部部員的任何一個人來和她一起行動。

### 此花2 〜無法傳達的鎮魂曲〜
「死神傳說」的事件經過數月後、惠和美亞子為了設立新聞部而只能進行像是找貓等工作。不過有天，在二人面前出現了惠過去的同學並且轉學過來的櫻田忍、她還設立了推理探偵同好會來向他們挑戰。然後在數日後、籃球部的教室發生火災並且有一位三年級生死亡的事件。現場是個密室、然後還有個留下謎之訊息的硬幣･･･。因此也讓惠及美亞子的新聞部和忍的推理探偵同好會之戰藉此展開。

### 此花3 〜在虛偽的暗影之下〜
由於美亞子的提議和她的策略，讓惠、美亞子和忍三人不知為何一起前往水島遊樂園。在那裡他們遇到了網友聚會的五個人並且和他們一起遊園、但在他們前往鬼屋時，卻發生了其中一人被殺的事件。於是這三人因此又被捲入了事件之中･･･。

### 此花 else 幽暗的記憶碎片
本作主角、此花学園的學生春木賢二因為在殺人現場附近被找到、和被害人是朋友而成為殺人嫌疑犯，但他卻失去記憶而記不得自己的名字。然後不知何時聽到消息的新聞部的美亞子和惠、以及忍也跟著追查這起事件。

### 此花4 〜驅除黑暗的祈禱〜

#### 京都修学旅行編
修学旅行的最終日、三人組搭著新幹線準備回去時、突然在車上發出了慘叫聲。聽到這個聲音的美亞子、忍和惠三人因此前往發出聲音的地方，倒在那個地方的人正是學校的臨時教師‧千菊剛以及在京都所遇到的見習陰陽師‧鈴。而這個狀況也讓警方認為鈴就是兇手並且把她帶走。三人為了尋找真兇、於是開始調查修学旅行中千菊和他周邊所發生的事情･･･。

#### 田龍湖編
修学旅行經過数日後、在那時所遇到的鈴寄了一信拜託惠、美亞子及忍三人調查關於行蹤不明的廣蟲的事情、於是他們與過來迎接的善財一起前往山梨的田龍湖調查事件的真相。

## 相關商品

### 此花包
由SUCCESS在2004年透過Superlite2000、將PS版的此花、PS2版的此花2、此花3合組為一片並以PS2版遊戲發售。當時尚未發售的此花4銷售影片也收錄在光碟中。

### 小說
（電撃文庫）
此花和此花2之間的故事。是為了尋找此花学園「死神傳說」的真相的故事。

## 外部連結
- KONOHANA:TrueReport （页面存档备份，存于）
- 此花 2 ～無法傳達的鎮魂曲〜（關閉）
- 此花3 〜在虛偽的暗影之下〜（關閉）
- 此花4 〜驅除黑暗的祈禱〜 （页面存档备份，存于）
- SUCCESS NETWORKS  MobileContents